# Piratage du système énergétique ukrainien
Le piratage du réseau électrique ukrainien est une cyberattaque sur le réseau électrique ukrainien le 23 décembre 2015, entraînant des pannes de courant pour environ 230 000 consommateurs en Ukraine pendant 1 à 6 heures. L'attaque a eu lieu lors d'une intervention militaire russe en Ukraine et est attribuée à un groupe russe de menaces persistantes avancées connu sous le nom de « Sandworm ». Il s'agit de la première cyberattaque réussie reconnue publiquement sur un réseau électrique.

## Description
Le 23 décembre 2015, des pirates informatiques ont compromis à distance les systèmes d'information de trois sociétés de distribution d'énergie en Ukraine et interrompu temporairement l'approvisionnement en électricité des consommateurs. Les plus touchés sont les consommateurs de « Prykarpattyaoblenergo » (ukrainien : Прикарпаттяобленерго ; desservant l'oblast d'Ivano-Frankivsk) : 30 sous-stations (7 sous-stations de 110 kV et 23 sous-stations de 35 kV) sont  éteintes, et environ 230 000 personnes privées d'électricité pendant une période de 1 à 6 heures.
Dans le même temps, les consommateurs de deux autres sociétés de distribution d'énergie, « Chernivtsioblenergo » (ukrainien : Чернівціобленерго ; desservant l'oblast de Tchernivtsi) et « Kyivoblenergo » (ukrainien : Київобленерго ; desservant l'oblast de Kiev) sont également touchés par une cyberattaque, mais à plus petite échelle. Selon les représentants de l'une des entreprises, les attaques sont menées à partir d'ordinateurs avec des adresses IP attribuées à la fédération de Russie.

## Vulnérabilité
En 2019, l'Ukraine comprend des infrastructures exceptionnellement délabrées, un niveau élevé de corruption, la guerre russo-ukrainienne en cours et des possibilités facilitées d'infiltration russes en raison des liens historiques entre les deux pays. Le réseau électrique ukrainien a été construit lorsque le pays faisait encore partie de l'Union soviétique, rénové avec du matériel russe et (en 2022), n'a toujours pas été réparé. Les attaquants russes sont aussi familiers avec le logiciel que les opérateurs. De plus, le moment de l'attaque pendant la période des fêtes garantissait que seule une équipe réduite d'opérateurs ukrainiens travaillait (comme le montrent les vidéos).

## Méthode
La cyberattaque s'avère complexe et comprend les étapes suivantes:
- au préalable, compromettre des réseaux d'entreprise à l'aide de courriels de harponnage avec le logiciel malveillant BlackEnergy
- prendre le contrôle du SCADA et déconnecter les sous-stations à distance
- désactiver/détruire les composants de l'infrastructure informatique (alimentations sans interruption, modems, RTU, commutateurs)
- effacer des fichiers stockés sur les serveurs et postes de travail avec le logiciel malveillant KillDisk
- déclencher une attaque par déni de service contre un centre d'appels pour priver les consommateurs d'informations à jour sur la panne.

Enfin, l'alimentation de secours du centre d'exploitation de la société de services publics a été coupée. Au total, jusqu'à 73 MWh d'électricité n'ont pas été fournis (soit 0,015 % de la consommation quotidienne d'électricité en Ukraine).